# 朝宮村
朝宮村（あさみやむら）は滋賀県甲賀郡にあった村。現在の甲賀市信楽町の西端、信楽川の中流域にあたる。

## 地理
- 山岳：猪背山、経塚
- 河川：信楽川、寺谷川、岩谷川

## 歴史
- 1889年（明治22年）4月1日 - 町村制の施行により、下朝宮村・宮尻村・上朝宮村の区域をもって発足。
- 1954年（昭和29年）9月1日 - 信楽町・雲井村・小原村・多羅尾村と合併して信楽町が発足。同日朝宮村廃止。